# Pegram (Tennessee)
Pegram es un pueblo ubicado en el condado de Cheatham en el estado estadounidense de Tennessee. En el Censo de 2010 tenía una población de 2.093 habitantes y una densidad poblacional de 104,69 personas por km².

## Geografía
Pegram se encuentra ubicado en las coordenadas 36°6′17″N 87°3′23″O / 36.10472, -87.05639. Según la Oficina del Censo de los Estados Unidos, Pegram tiene una superficie total de 19.99 km², de la cual 19.99 km² corresponden a tierra firme y (0%) 0 km² es agua.

## Demografía
Según el censo de 2010, había 2.093 personas residiendo en Pegram. La densidad de población era de 104,69 hab./km². De los 2.093 habitantes, Pegram estaba compuesto por el 95.27% blancos, el 2.44% eran afroamericanos, el 0.29% eran amerindios, el 0.14% eran asiáticos, el 0% eran isleños del Pacífico, el 0.86% eran de otras razas y el 1% pertenecían a dos o más razas. Del total de la población el 1.39% eran hispanos o latinos de cualquier raza.